# Poeciliopsis turneri
Poeciliopsis turneri, tên thông thường là blackspotted livebearer, là một loài cá nước ngọt thuộc chi Poeciliopsis trong họ Cá khổng tước. Loài này được mô tả lần đầu tiên vào năm 1975.

## Từ nguyên
Loài cá này được đặt theo tên của Clarence Lester Turner (1890-1969), nhà ngư học đầu tiên thu thập loài này và công nhận chúng là một loài mới.

## Phân bố và môi trường sống
P. turneri có phạm vi phân bố ở Trung Mỹ. Loài cá này được tìm thấy ở lưu vực sông Purificación và Marabasco, phía tây nam Autlán de Navarro ở bang Jalisco (Mexico). P. turneri sống ở các lạch suối trong vắt, thường có bóng râm hoặc thân cây che phủ mặt nước với thảm thực vật dày đặc, độ sâu khoảng 1 m trở lại.

## Mô tả
Cá cái của loài P. turneri có chiều dài cơ thể lớn nhất được ghi nhận là 4 cm; ở cá đực, chiều dài cơ thể lớn nhất được ghi nhận là 3 cm. Mùa sinh sản của P. turneri diễn ra vào giữa tháng 2 và tháng 4.